# Hagyományos berber vallás
A hagyományos berber vallás Észak-Afrika őslakosai, a berberek régi, a kereszténység és az iszlám felvétele előtt gyakorolt hitrendszerét jelenti.
A vallás helyben született, majd később több ókori kultúra vallási hiedelmei és hagyományai hatottak rá, mint az ókori egyiptomi vallás, a főniciai eredetű punok hitvilága, a judaizmus, az ibériai mitológia, és a hellenisztikus vallások. A két legutolsó hatást a régi arab vallás, illetve az iszlám jelentette. Az ősi berber vallási hagyományok egy része még ma is létezik a népi kultúrában és hagyományaiban.

## Temetkezési szokások
A Maghreb-országokban található őskori sírok régészeti kutatásai azt mutatják, hogy a halottak testét okkersárga festékkel vonták be. Bár ez a gyakorlat ismert volt az iberomauruszoknál is, úgy tűnik, ez a kultúra elsősorban a kapszisziak mestersége volt. A halottakat néha strucctojáshéjakkal, ékszerekkel és fegyverekkel temették el, általában magzati pózban.
A szárazföldi berber népektől eltérően a guancsok mumifikálták halottakat. Emellett 1958-ban a Római Egyetem professzora, Fabrizio Mori (1925-2010) felfedezett egy körülbelül 5500 éves líbiai múmiát – amely nagyjából ezer évvel idősebb, mint bármely ismert óegyiptomi múmia.

## Halottkultusz
Hérodotosz a „történelem” című művében azt állította, hogy a halottak kultusza az ókori Líbia egyik megkülönböztető jellemzője volt.
Pomponius Mela arról számolt be, hogy az Augilae (a mai líbiai Awjila) az őseik szellemeit isteneknek tekintették. Esküdtek rájuk és tanácskoztak velük. Miután kéréseket fogalmaztak meg, sírjaikban aludtak, hogy álmokban várják a válaszokat.
Hérodotosz (i. e. 484 – i. e. 425 körül) ugyanezt a gyakorlatot jegyezte fel a naszamoniaknál, akik a Szíva és Augila környéki sivatagokban éltek. Ezt írta:
[...]Megesküsznek a közöttük lévő férfiakra, akikről azt beszélik, hogy a legigazabbak és legbátrabbak voltak, azáltal, hogy ezek, mondom, kezüket a sírjukra teszik; és úgy jósolnak, hogy felkeresik őseik sírhalmait, és miután imádkoztak, lefekszenek rájuk aludni; és bármit is lát az ember álmában, azt elfogadja.
A berberek is imádták a királyaikat. A numidiai királyok sírjai az ókori berberek által hátrahagyott legjelentősebb emlékek közé tartoznak.
A szentek tisztelete (nem imádata), amely a modern berbereknél a marabutizmus formájában létezik – amely Északnyugat-Afrikában széles körben elterjedt –, nem tudni biztosan, hogy tartalmaz – e nyomokat a halottakkal kapcsolatos korábbi hiedelmekből vagy szokásokból.

### Ősi berber sírok
A korai emberek és őseik sírjai arra utalnak, hogy a berberek és elődeik (a numidiaiak és a mauritániaiak) hittek a túlvilági életben. Az északnyugat-afrikai őskori emberek kis lyukakba temették a holttesteket. Amikor rájöttek, hogy a nem biztonságos gödrökben eltemetett holttesteket a vadállatok kiássák, mélyebb gödrökbe kezdték őket eltemetni. Később a halottakat barlangokba, halomsírokba, sziklába vájt sírokba, halmokba és más típusú sírokba temették.
Ezek a sírok a kezdetleges szerkezetektől a sokkal bonyolultabbakig fejlődtek, mint például az egész Észak-Afrikában elterjedt piramis alakú sírok. Úgy tűnik, hogy az ilyen sírba való eltemetés megtiszteltetése a közösség legfontosabb tagjainak volt fenntartva.
Ezek a piramissírok felkeltették néhány tudós figyelmét, például Mohamed Chafikéét, aki könyvet írt, amelyben számos, a modern időkig fennmaradt sír történetét tárgyalja. A piramisszerű berber sírokat etimológiai és történelmi adatok alapján megpróbálta összefüggésbe hozni a nagy egyiptomi piramisokkal. A legismertebb berber piramisok a 19 méteres, római kor előtti numidiai Medraszén piramis és a 30 méteres ókori Mauritán piramis. A Tipazában található numidiai piramis Kbour-er-Roumia vagy Juba és Sypax sírja néven is ismert, amelyet a francia telepesek tévesen a Keresztény nő sírjaként fordítottak le. A sírban II Juba király és II Kleopátra Szeléné királyné, Mauritánia uralkodói nyugszanak.

### Temetkezési szokások
A Maghreb-országokban található őskori sírok régészeti kutatásai azt mutatják, hogy a halottak testét okkerrel festették. Bár ez a gyakorlat ismert volt az iberomauruszoknál is, úgy tűnik, hogy ez a kultúra elsősorban a kapszisziak ipara volt. A halottakat néha strucctojáshéjakkal, ékszerekkel és fegyverekkel is eltemették. A testeket általában magzati pózban temették el.
A szárazföldi berberek többségétől eltérően a guancsok mumifikálták a halottakat. Emellett 1958-ban a Római Egyetem professzora, Fabrizio Mori (1925-2010) egy 5500 éves líbiai múmiát fedezett fel, amely nagyjából ezer évvel idősebb, mint bármelyik ismert egyiptomi múmia.

### Megalitikus kultúra
Hippói Ágoston említette, hogy a politeista afrikaiak a sziklákat imádták. Apuleius a második században szintén azt állította, hogy a sziklákat imádták. A megalitikus kultúra része lehetett a halottkultusz vagy a csillagimádat.
A Msoura-i emlékmű a legismertebb megalitikus emlék Északnyugat-Afrikában. Egy tumultust körülvevő megalitok köréből áll. A legmagasabb megalit több mint 5 méteres. A legenda szerint a legendás berber király, Antaeus sírja. Egy másik megalitikus emlékművet 1926-ban fedeztek fel Casablancától délre. Az emlékműre a Tifinagh néven ismert berber írásmódú temetkezési feliratokat véstek.
Hérodotosz említette, hogy az ősi berberek a Holdat és a Napot imádták és nekik áldoztak. Beszámolt róla:
Az áldozat fülével kezdik, amelyet levágnak és a házuk fölé dobnak: ezt követően az állatot a nyakának kitekerésével ölik meg. A Napnak és a Holdnak áldoznak, de más istennek nem. Ez az istentisztelet minden líbiainak közös.
Tullius Cicero (i. e. 105-43) is beszámolt ugyanerről a kultuszról, A köztársaságról (Scipio álma) című művében:
Mikor engem (Scipiót) bemutattak neki, az öreg (Massinissa, Masszinisza királya) megölelt, könnyeket hullatott, majd az égre felnézve felkiáltott: "Köszönöm neked, legfőbb Nap, és nektek is, ti más égi lények, hogy mielőtt eltávoztam volna ebből az életből, látom országomban és palotámban Publius Cornelius Scipio".
Északnyugat-Afrikában találtak néhány latin nyelvű feliratot, amelyeket a napistennek szenteltek. Ilyen például a Souk Ahrasban (Augusztinusz szülőhelye; Thagaste Algériában) talált felirat, melyen ez áll: "Solo Deo Invicto."
Úgy tűnik, hogy Sámuel az Inkvizítor szenvedett a napimádó berberektől, akik sikertelenül próbálták rákényszeríteni a nap imádására.
A berber panteonban több isten is szerepelt, akiket Dii Mauri néven ismertek, és domborműveken ábrázoltak, valamint sok feliraton is említenek. A római korban Szaturnusz váltotta fel a pun eredetű Baal Hammon istenség tiszteletét.

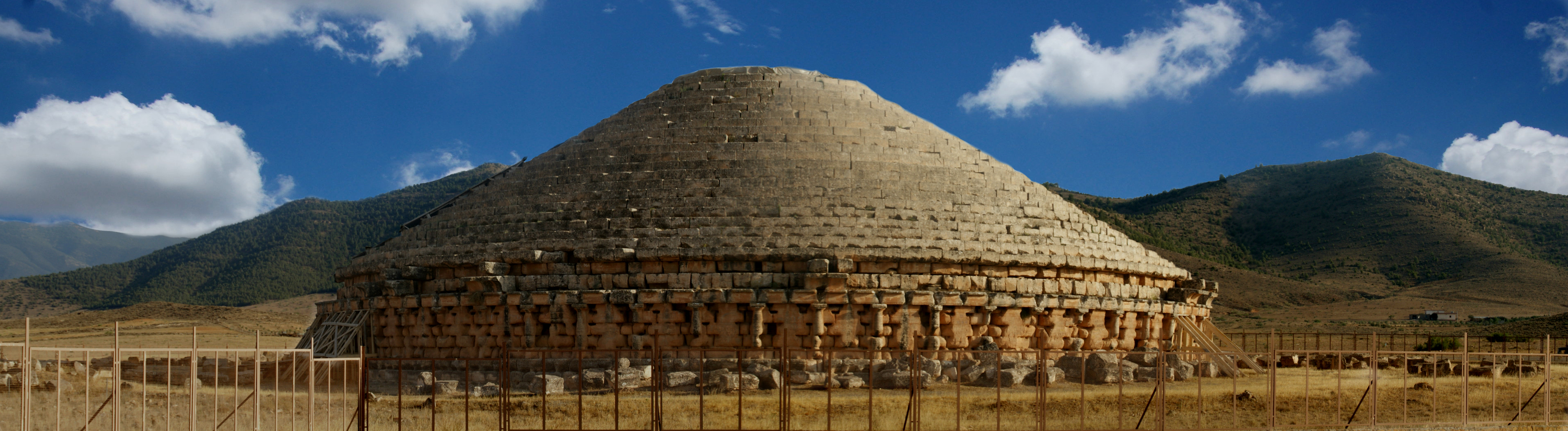
Medracen síremléke.

## A berberek és más népek vallási hagyományainak keveredése

### Egyiptomi vallás
Az ókori egyiptomiak a berberek szomszédai voltak. Ezért néha feltételezik, hogy egyes istenségeket eredetileg az ókori egyiptomiak és az ókori líbiaiak is imádtak. Az egyiptomi-líbiai istenek és istennők eredetük szerint megkülönböztethetők.

#### Egyiptomi istenek
A keleti ókori berberek Íziszt és Szétet imádták. Erről Hérodotosz számolt be, amikor azt mondta:
A tehénhúst azonban e [líbiai] törzsek közül senki sem kóstolja, hanem tartózkodnak tőle ugyanolyan okból, mint az egyiptomiak, és disznót sem tenyészt egyikük sem. Még Kürenében is helytelennek tartják az asszonyok a tehénhús fogyasztását, mivel ezzel Íziszt, az egyiptomi istennőt tisztelik, akit böjtökkel és ünnepekkel egyaránt imádnak. A barcai nők nemcsak a tehénhústól, hanem a disznóhústól is tartózkodnak.
Ezek a líbiaiak állítólag azért nem ettek disznóhúst, mert azt Széttel hozták kapcsolatba, míg a tehénhúst azért nem ették, mert azt Ízisszel hozták kapcsolatba.
Ozirisz azon egyiptomi istenségek közé tartozott, akiket Líbiában tiszteltek. Dr. Budge azonban (néhány más tudós mellett) úgy vélte, hogy Ozirisz eredetileg líbiai isten volt, mondván róla, hogy "minden, amit a róla szóló szövegek minden korszakban feljegyeztek, arra utal, hogy ő Északkelet-Afrika (a mai Líbia) őshonos istene volt, és hogy hazája és eredete valószínűleg líbiai volt".

#### Líbiai istenek
Az egyiptomiak néhány egyiptomi istenséget líbiai eredetűnek tekintettek, például Neith-t, akiről az egyiptomiak úgy vélték, hogy Líbiából vándorolt ki, hogy a Nílus-deltában, Szaiszban alapítsa meg a templomát. Egyes legendák szerint Athéné/Neith a Triton-tó környékén (a mai Líbiában) született.
Az is figyelemre méltó, hogy néhány egyiptomi istenséget líbiai (ókori líbiai) jelképekkel ábrázoltak. Így Amentet istennőt két tollal ábrázolták, amelyek az ókori líbiaiak szokásos díszei voltak, ahogyan az ókori egyiptomiak rajzolták őket.

#### Ámon, mint közös istenség
A berberek és az egyiptomiak legfigyelemreméltóbb közös istene Ámon volt.
Ezt az istent nehéz egyetlen panteonhoz rendelni. Bár a legtöbb modern forrás figyelmen kívül hagyja Ámon létezését a berber mitológiában, ő volt talán a legnagyobb ősi berber isten. Őt tisztelték az ókori görögök Cyrenaicában, és a líbiai befolyásnak köszönhetően egyesült a föníciai Baál istennel. A kosok korai ábrázolásait (amelyek valószínűleg ezen istenség kultuszának egy korai formájához kapcsolódnak) szerte Észak-Afrikában i. e. 9600 és i. e. 7500 közé teszik.
Az ókori Líbiában Ámon leghíresebb temploma az egyiptomi Szíva jövendőmondó temploma volt, egy berberek által még ma is lakott oázisban.

### Fönícia
A föníciaiak eredetileg sémi nép volt, amely a mai Libanon, majd Tunézia partvidékét lakta. A libanoni föníciaiak tengerészek voltak, és ők alapították Karthágót i. e. 814-ben. Később ők hozták létre az úgynevezett pun kultúrát, amelynek gyökerei a berber és a föníciai kultúrában gyökereztek. Egyes tudósok a föníciaiak és a berberek közötti kapcsolatokat két szakaszban különböztetik meg:

#### A himériai csata előtt (i. e. 480)
Amikor a föníciaiak letelepedtek Északnyugat-Afrikában, a berberekkel való háborúk elkerülése érdekében a tengerparti területeken maradtak. Megőrizték istenségeiket, amelyeket hazájukból hoztak magukkal. Ezért a korai karthágóiaknak két fontos föníciai istenségük volt, Baal és Asztarté.

#### A csata után
Karthágó a himériai csata után kezdett szövetségre lépni a berber törzsekkel, amelyben a karthágóiak vereséget szenvedtek a görögöktől. A politikai változások mellett a karthágóiak behoztak néhány berber istenséget is.

Tanit istennő jelképe.

Baál volt az elsődleges isten, akit Karthágóban imádtak. Ennek az istenségnek az ábrázolásai Északnyugat-Afrika számos helyén megtalálhatók. Ásztárté tiszteletét egy őshonos istennő, Tanit váltotta fel, amelyről úgy gondolják, hogy berber eredetű. Maga a név, Tanit, berber nyelvi szerkezetű. A női nevek a berber nyelvekben "t"-vel kezdődnek és végződnek. Egyes tudósok úgy vélik, hogy az egyiptomi Neith istennő rokonságban állt a líbiai Tanit (Ta-neith) istennővel. Vannak olyan maziliai és föníciai nevek is, amelyek nyilvánvalóan Baal istenből származó gyökereket tartalmaznak, mint például Adherbál és Hannibál.

### Hellász
Az ókori görögök gyarmatokat alapítottak Cireneikában. A görögök befolyásolták a kelet-líbiai panteont, de a líbiai kultúra és hitvilág is hatással volt rájuk. Általánosságban a líbiai-görög kapcsolatok két különböző időszakra oszthatók. Az első időszakban a görögök békés kapcsolatokat ápoltak a líbiaiakkal. Később háborúk voltak közöttük. Ezek a társadalmi kapcsolatok a hiedelmeikben is tükröződtek.

#### Az irassai csata előtt (i. e. 570)
A líbiai befolyás első említésre méltó megjelenése a cirenei-görög hiedelmekben maga a Cyrenaica név. Ez a név eredetileg egy legendás berber harcosnő neve volt, akit Cyre néven ismertek. Cyre a legenda szerint bátor oroszlánvadász nő volt. Ő adta a nevét a városnak, Cyrenaicának. A kivándorló görögök Apollón mellett őt is védelmezőjükké tették.
Úgy tűnik, hogy a ciprenaikai görögök átvettek néhány berber szokást is, és házasodtak a berber nőkkel. Hérodotosz (IV. könyv 120.) arról számolt be, hogy a líbiaiak megtanították a görögöknek, hogyan kell négy lovat egy szekérhez kötni (a rómaiak később ezeket a líbiai szekereket használták, miután a görögök megtanították őket erre). A ciprusi görögök az eredeti istenük, Zeusz helyett a líbiai Ámon istennek építettek templomokat. Később legfőbb istenüket, Zeuszt azonosították a líbiai Ámonnal.
Néhányan közülük továbbra is magát Ámont imádták. Kultusza annyira elterjedt a görögök körében, hogy még Nagy Sándor is úgy döntött, hogy a líbiai Ámon papjai a Szívai templomban Zeusz fiának nyilvánítják.
Az ókori történetírók megemlítik, hogy néhány görög istenség líbiai eredetű volt. Zeusz lányát, Athénét néhány ókori történetíró, például Hérodotosz líbiai származásúnak tartotta. Ezek az ókori történetírók azt állították, hogy eredetileg a Tritonisz-tó körüli Líbia tisztelte, ahol a líbiai legenda szerint Poszeidón istentől és a Tritonisz-tótól született. Hérodotosz azt írta, hogy az aigisz és Athéné ruhája jellemző a líbiai nőkre.
Hérodotosz azt is állította, hogy Poszeidón tiszteletét a líbiaiaktól vették át a görögök. Hangsúlyozta, hogy a líbiaiakon kívül más nép nem imádta Poszeidónt a korai idők óta, akik elterjesztették kultuszát:
[..]ezek, úgy gondolom, a pelaszgoktól kapták elnevezésüket, kivéve Poszeidónt; de erről az istenről a hellének a líbiaiaktól tanultak, mert a líbiaiakon kívül egyetlen nép sem viselte Poszeidón nevét kezdettől fogva, és mindig is tisztelte ezt az istent.
Néhány más görög istenség is Líbiával állt kapcsolatban. Lamia istennőről úgy vélték, hogy Líbiából származik, akárcsak Medúza és a gorgók. Úgy tűnik, hogy a görögök Líbiában találkoztak Triton istennel is. A mai berberek úgy vélhették, hogy a Heszperidák a mai Marokkóban helyezkedtek el. Egyes tudósok Irassa Bengázi városában helyezik el őket, ahol egyes mítoszok szerint Antaeus élt. A Heszperidákról azt hitték, hogy Atlasz isten lányai, akit Hérodotosz az Atlasz-hegységgel hoz összefüggésbe. Az Atlasz-hegyet a berberek imádták, és a Kanári-szigetek sokak számára Atlasz leányait jelentették. De ez tévedés lehet, mivel minden történelmi bizonyíték azt állítja, hogy a mai Bengázi eredetileg Euesperides volt a neve, ami a Heszperidák kertjének mitológiai azonosítását eredményezte. A legtöbb hatalmas mitológiai lény Afrika északkeleti részén, így a mai Líbiában is létezett, például az óriáskígyók, a hidra és a Tripoli partjainál élő berber oroszlánok.

#### A csata után
A görögök és a líbiaiak harmóniája a cirenei Battus II. idején kezdett megszakadni. II. Battusz titokban más görög csoportokat kezdett meghívni Líbiába, Tunéziába és Kelet-Algériába. A líbiaiak és Massyle ezt olyan veszélynek tekintették, amelyet meg kellett állítani. A berberek harcolni kezdtek a görögök ellen, néha az egyiptomiakkal, máskor a karthágóiakkal szövetkezve. Ennek ellenére a görögök kerültek ki győztesen.
Egyes történészek úgy vélik, hogy az Antaeus-mítosz a líbiaiak és a görögök közötti e háborúk tükörképe.

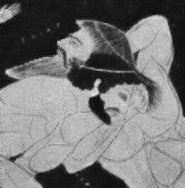
Antaioszt hosszú hajjal és szakállal ábrázolják, ellentétben Héraklésszel.

### Róma
A rómaiak először a Massylii törzsszövetséggel (egy ókori berber törzsszövetség, amely kisebb törzsek összeolvadásával jött létre az ie 4. században. Egy király uralta őket) szövetkeztek Karthágó ellen. I. e. 146-ban legyőzték Karthágót. Később azonban Massyle-t is a Római Birodalomhoz csatolták.

#### A császárkorszak
Az idősebb Plinius szerint a líbiaiak Ifri vagy Afrika hadistennőt tisztelték, akit imádói védelmezőjének tekintettek (és úgy tűnik, Észak-Afrikában befolyásos istennő volt), és a berber érméken ábrázolták. Ezt az istennőt az i. e. első századból származó numidiai érméken is változatos módon ábrázolták. Amikor a rómaiak meghódították Északnyugat-Afrikát, megjelent a szobrokban és az észak-afrikai római államok érméin.
Úgy tűnik, hogy a római panteont általánosan átvették, bár a fent említett Szaturnusz-kultusz talán a legfontosabb volt.
A későbbi szövegekben egy új isten jelenik meg, akit olyan törzsekkel azonosítottak, mint például az Austuriani, a római határokat átlépő Líbiában. Gurzil egy hadisten volt, akit Ammon fiával azonosítottak. A berberek a bizánciak elleni csatáikban őt hívták segítségül. Corippus említette, hogy a laguaták főnökei Gurzil istent szólították harcba a bizánciak és az arabok ellen. Nagyon valószínű, hogy Gurzil szentélye a líbiai Ghirzában volt, ahol figyelemre méltó domborművek egy nemes líbiai embert ábrázolnak, aki egy kurucszéken ülve fogadja az adót.

## Fordítás
- Ez a szócikk részben vagy egészben  a   Traditional Berber religion című angol Wikipédia-szócikk ezen változatának fordításán alapul.  Az eredeti cikk szerkesztőit annak laptörténete sorolja fel. Ez a jelzés csupán a megfogalmazás eredetét és a szerzői jogokat jelzi, nem szolgál a cikkben szereplő információk forrásmegjelöléseként.